# Институт инженерной иммунологии
Институт инженерной иммунологии (ИИИ, первоначальное открытое название — Институт иммунологии, закрытое — предприятие п/я Г-4883) был создан в соответствии с Постановлением ЦК КПСС и Совета Министров СССР от 1979 г. и входил в систему разработки биологического оружия (БО) «Биопрепарат» (предприятие п/я А-1063); расположен возле пос. Любучаны Чеховского района Московской области. Перед ИИИ была поставлена задача изучить механизмы преодоления иммунитета человека патогенными микроорганизмами и использовать эти механизмы для создания БО на основе штаммов особо опасных инфекций (ООИ), преодолевающих иммунитет у вакцинированных воинских подразделений и населения вероятного противника. Основой формирования ИИИ стала лаборатория молекулярной биологии Научного центра прикладной микробиологии и биотехнологии (предприятие п/я В-8724, Оболенск), возглавляемая доктором биологических наук В. П. Завьяловым. Первым директором ИИИ был назначен профессор, полковник В. Д. Саввэ. В 1985 г. его сменил Владимир Петрович Завьялов, который руководил ИИИ до 2000 г. Его заместителем по научной работе был назначен кандидат медицинских наук, подполковник С. С. Афанасьев. В ИИИ работали доктора медицинских наук, полковники В. А. Андреев и Ю. И. Морозов, лауреат Ленинской премии, профессор В. И. Марченко. Авторы книги «The Soviet Biological Weapons Program: A History» (издательство Harvard University Press, 2012) M. Leitenberg и R.A. Zilinskas на основе данных, полученных от независимых источников, пришли к выводу, что из пяти основных достижений системы «Биопрепарат» в разработке БО т. н. «второго поколения» (с использованием методов молекулярной биологии и генетики) два принадлежат сотрудникам ИИИ:
(1) Ковалентное покрытие клеток возбудителя туляремии (Francisella tularensis) белком А золотистого стафилококка. Боеприпасы на основе модифицированного возбудителя были изготовлены на опытно-промышленной базе Омутнинского химического завода, испытаны методом подрыва в бронированной аэрозольной камере в Научном центре прикладной микробиологии и биотехнологии и в полевых условиях на Военно-испытательном полигоне Аральск-7 на о. Возрождения в Аральском море. По сведениям, полученным M. Leitenberg и R.A. Zilinskas, рецептура на основе F. tularensis, ковалентно модифицированной белком А, была принята на вооружение Министерством обороны (МО) СССР.
(2) Конструирование штамма возбудителя чумы (Yersinia pestis), лишённого капсулы — антигена F1, являющегося главным и наиболее отличительным признаком чумного микроба. F1-минусные штаммы бактерии чумы не могут быть распознаны диагностикумами вероятного противника и против них неэффективны существующие вакцины. Публикациями в журнале FEBS Letters в 1990—1992 гг. сотрудники ИИИ зафиксировали мировой приоритет в клонировании и секвенировании генов, ответственных за образование чумной F1-капсулы. Эти исследования привели к открытию семейства полиадгезинов, включающего F1 и pH6 (Psa) антигены чумного микроба, выполняющих функцию противоиммунного оружия бактериальных патогенов (см. статьи в журналах FEMS Microbiology Reviews в 2007 и 2010 гг. и в Advances in Experimental Medicine and Biology в 2012 г.)
Кроме этого, сотрудники ИИИ вместе с коллегами из ленинградского НИИ военной медицины разработали технологию производства вакцины против туляремии для аэрозольного применения. В отличие от инъекционных форм она эффективно защищает человека и животных от лёгочного пути заражения F. tularensis (при применении вероятным противником боеприпасов на основе F. tularensis).
После успешных клинических испытаний в Военно-медицинской академии им. Кирова МО СССР приняло вакцину на вооружение.
В 1991—1992 г. финансирование программы разработки БО в СССР было прекращено, количество сотрудников ИИИ сократилось с 500 до 100 человек. Многие учёные ИИИ уехали работать за рубеж — в США, Великобританию, Германию, Швецию, Финляндию или перешли в другие сферы деятельности. В этих условиях руководством ИИИ за счёт банковских кредитов был построен новый производственный корпус, переданный в 1995 г. в аренду американской компании Alcoa. Это позволило сохранить инфраструктуру ИИИ и обеспечить зарплатой рабочих и инженеров вспомогательных инженерных подразделений. А оставшиеся научные работники успешно выдержали борьбу за гранты международных фондов — Сороса, МНТЦ, INCO Copernicus, Департамента энергетики США и др. (общий объём финансирования более 10 млн долларов США), что позволило приобретать новое оборудование, реактивы, ездить за рубеж для участия в международных симпозиумах и конгрессах. В 2001 г. небольшая фармацевтическая фирма «Биокад» купила один из лабораторных корпусов ИИИ вместе с оборудованием и создала на его базе исследовательский Центр инженерной иммунологии (ЦИИ). На работу в ЦИИ перешла основная часть сотрудников ИИИ. Бывшие сотрудники ИИИ, ставшие сотрудниками ЦИИ «Биокад», довели до производства разработанные ими ранее суппозитории с рекомбинантным человеческим интерфероном альфа (Генферон) для иммунотерапии при комплексном лечении урогенитальных инфекций у взрослых. Это позволило владельцам «Биокада» в первый год после выхода препарата на рынок продать его на сумму около 1 млн долл. В 2009 г. бывшие сотрудники ИИИ/сотрудники ЦИИ «Биокад» обеспечили производство компанией «Биокад» первого российского рекомбинантного человеческого интерферона бета для лечения рассеянного склероза (Ронбетал). Разработка финансировалась из конверсионной программы Госдепартамента США «Bio-Industry Initiative» на общую сумму около 2 млн долларов.
По договору с акционерами ОАО ИИИ, фирма «Биокад» погасила задолженность ОАО ИИИ по энергоносителям, что позволило научным сотрудникам, оставшимся работать в ОАО ИИИ, спокойно продолжить исследования по проектам, финансируемым МНТЦ, а администрации ОАО ИИИ получить дополнительное финансирование за счёт сдачи свободных площадей в аренду. В целом, ИИИ продемонстрировал наиболее успешный пример конверсии при полном отсутствии финансирования из бюджета РФ.